# Scraper (voertuig)

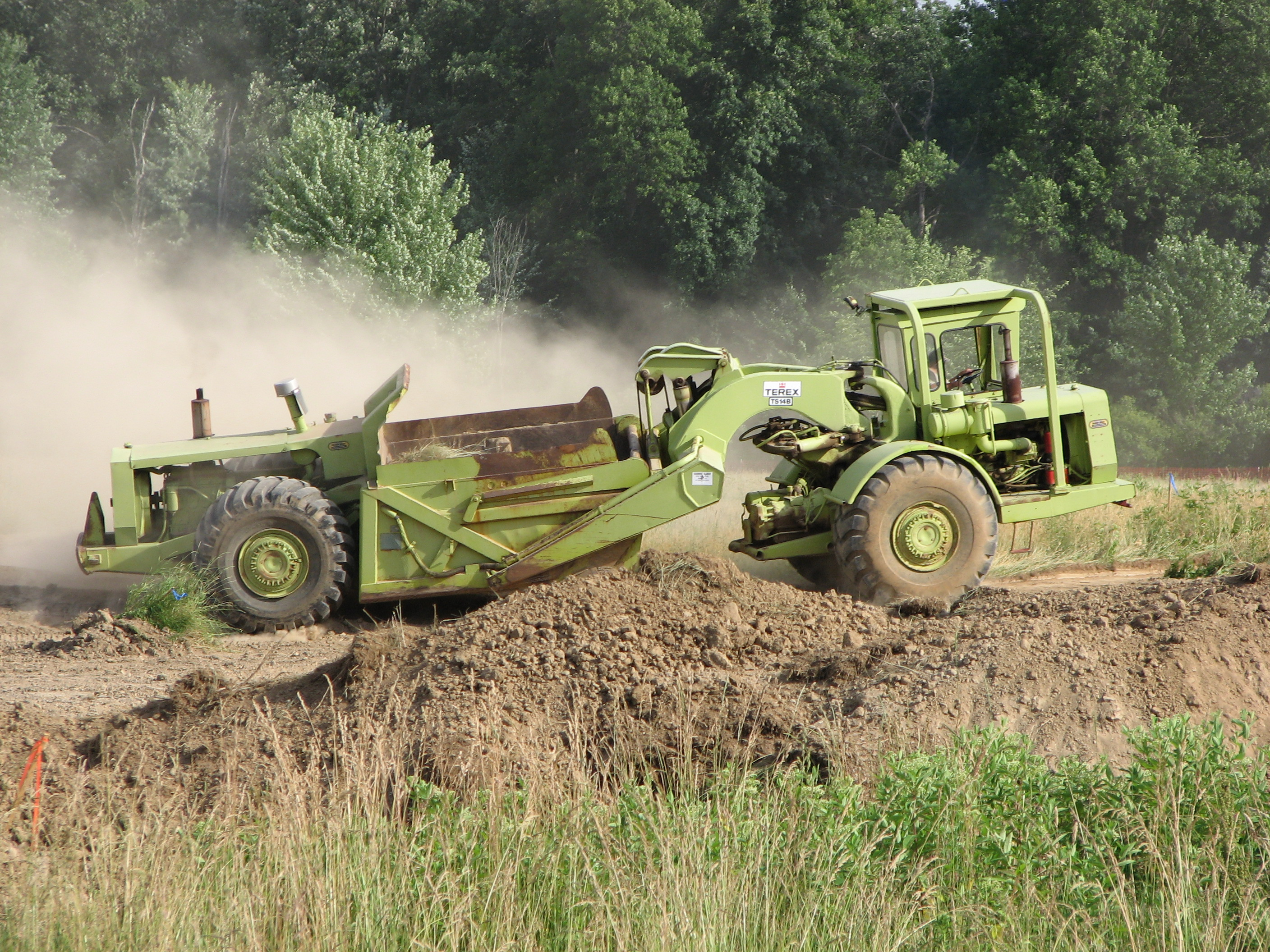
Tweemotorige scraper van het merk Terex.

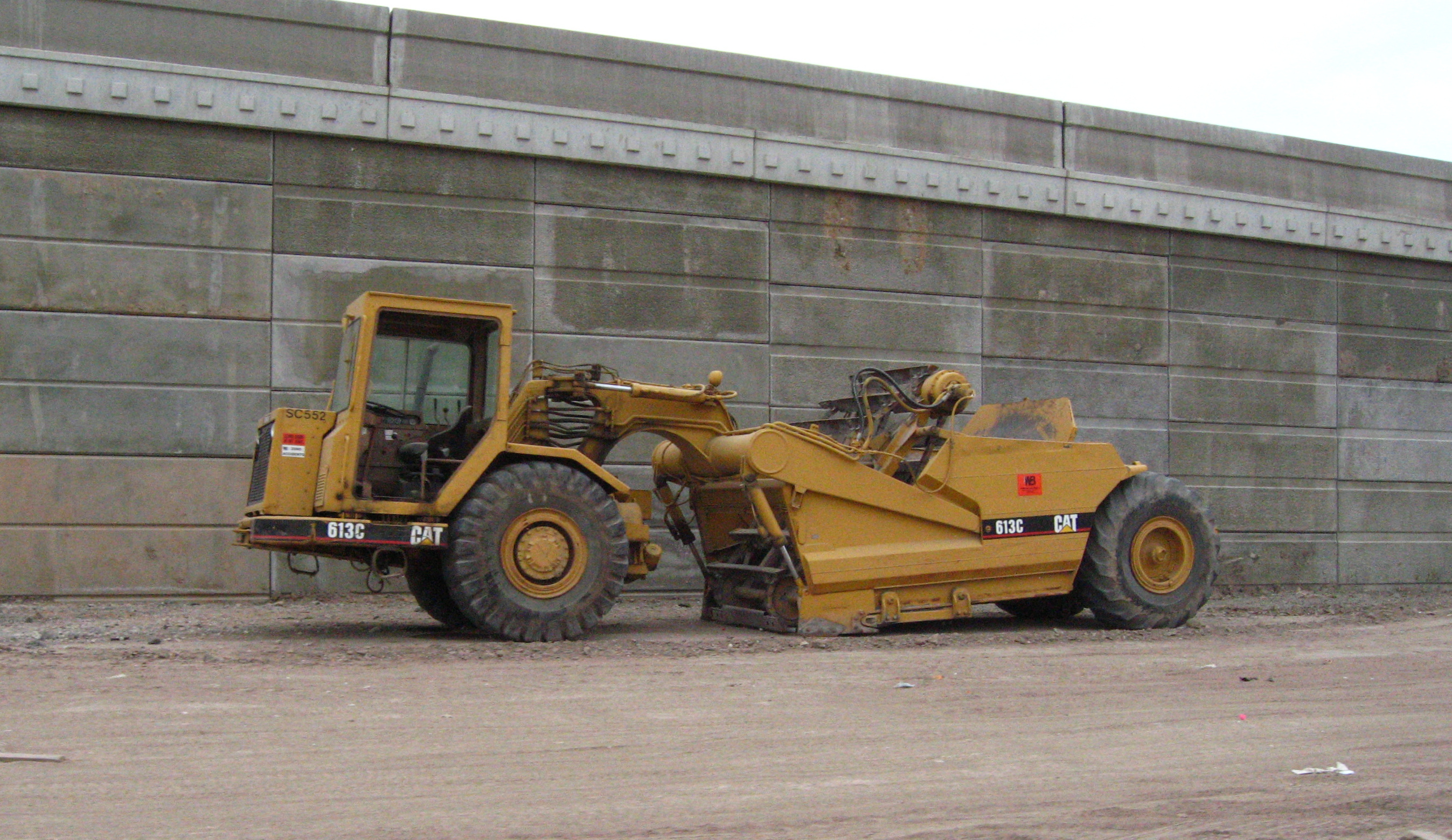
Een ladderscraper van het merk Caterpillar.

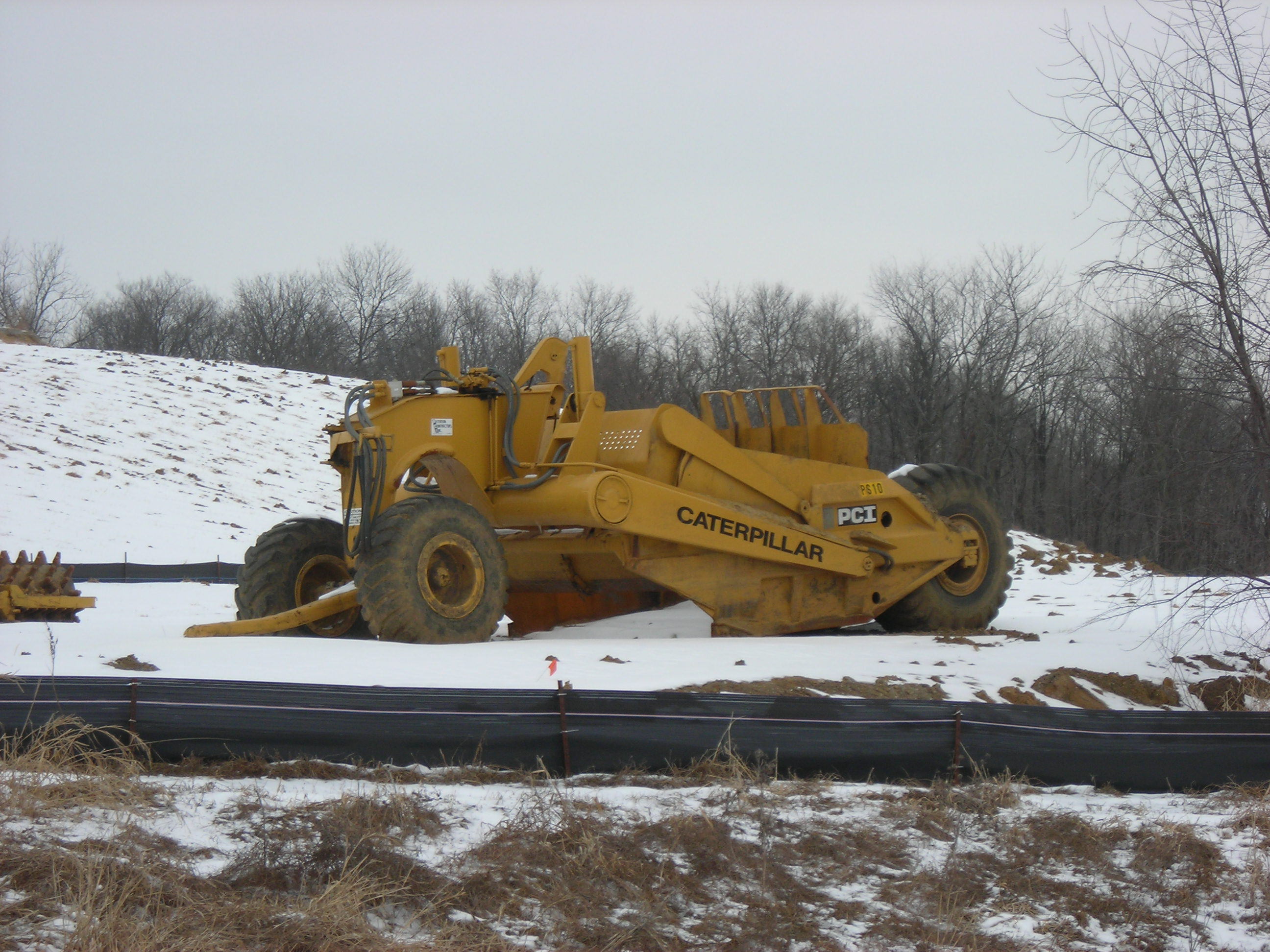
Losse, ongemotoriseerde scraper.

Een scraper is een voertuig dat wordt gebruikt voor grondverzet.
Scrapers die zelf aangedreven zijn, hebben vaak twee motoren: één motor drijft de achteras aan en één motor drijft de vooras aan. De cabine is gemonteerd boven de voorste as.
Het achterste deel heeft een opslagruimte die omhoog en omlaag kan bewegen. Hieraan is een scherpe voorrand, ook wel mes genaamd, gemaakt. Wanneer de scraper rijdt op de plaats van de afgraving (het 'stek'), kan de operator deze opslagruimte laten zakken zodat de open zijde met de scherpe rand in de grond steekt en zo een laag grond van het oppervlak in de opslagruimte achterin terechtkomt. Deze opslagruimtes kunnen variëren van 8 tot 40 kubieke meter inhoud en hebben een hydraulisch naar voren beweegbare achterwand. 
De scraper transporteert de afgeschraapte laag grond, die nu in de opslagruimte achterin ligt, naar het 'stort', de plaats waar de grond gestort moet worden. Een verticaal gemonteerd hydraulisch beweegbaar blad houdt bij transport de grond in de opslagruimte. Op de stortplaats gaat het blad omhoog en wordt de achterwand naar voren bewogen, waarbij de inhoud naar buiten wordt gestort. De scraper rijdt dan terug naar de plaats waar er geladen moet worden en de cyclus herhaalt zich.
Er zijn ook scrapers waarbij een soort jakobsladder met messen de grond naar de opslagruimte transporteert, de zogenaamde ladderscraper of elevating scraper.
Er zijn ook scrapers voor achter een tractor of bulldozer. Deze kunnen met en zonder wielen geconstrueerd zijn. Een tractor kan deze losse scrapers achter elkaar, dus in tandem plaatsen. 
Een scraper wordt vooral gebruikt voor het vlak maken van een terrein of voor het verplaatsen van grote hoeveelheden grond over relatief korte afstanden. Bij zeer kleine afstanden kan een graafmachine of een bulldozer de grond sneller verzetten, bij grotere afstanden is een dumper of vrachtwagen in combinatie met een graafmachine efficiënter. 